# ألبيرت هيريمانز
ألبيرت هيريمانز (13 أبريل 1906 - 15 ديسمبر 1997) لاعب كرة قدم بلجيكي راحل كان يجيد اللعب في خط الدفاع.
لعب طوال مسيرته الرياضية في نادي بروكسل (1924-1942).
مثل منتخب بلجيكا في 7 مباريات (1931-1934). شارك مع منتخب بلجيكا في بطولة كأس العالم 1934 في إيطاليا حيث خرج من الدور الثمن النهائي.

## وصلات خارجية
- ألبيرت هيريمانز على موقع الاتحاد الدولي (مؤرشف)  (الإنجليزية)
- ألبيرت هيريمانز على موقع الاتحاد البلجيكي (الإنجليزية)
- ألبيرت هيريمانز على موقع قاعدة بيانات كرة القدم.إي يو (الإنجليزية)
- ألبيرت هيريمانز على موقع ناشيونال فوتبول تيمز (الإنجليزية)
- ألبيرت هيريمانز على موقع Soccerway.com (الإنجليزية)
- ألبيرت هيريمانز على موقع عالم كرة القدم.نت (الإنجليزية)
- سيرة ذاتية